# Pradhan
Il Pradhan è un alto, generalmente ministeriale, titolo di origine sanscrita nelle culture di tradizione indù, soprattutto nei pressi del subcontinente indiano. Pradhan letteralmente significa "il più grande leader di tutti". Il significato preciso può variare in modo significativo per ogni Stato, e in molti casi, il titolo è stato abbandonato ad esempio in molti stati indiani principeschi (soprattutto a partire dall'epoca Mughal, spesso a favore di titoli musulmani come Diwan o Wasir). Alcuni significati riportati nella Oxford Hindi-English Dictionary includono 'capo' e 'leader'.